# Antonio Serrat Seoane
Antonio Serrat Seoane (Vigo, 24 de enero de 1995) es un deportista español que compite en triatlón y duatlón.
Ganó una medalla de bronce en el Campeonato Europeo de Triatlón de 2021, una medalla de plata en el Campeonato Europeo de Triatlón de Velocidad de 2021 y una medalla de bronce en el Campeonato Mundial de Duatlón de 2025.
Participó en los Juegos Olímpicos de París 2024, ocupando el noveno lugar en el relevo mixto y el trigésimo segundo en la prueba individual.
Estudió el grado de Nutrición Humana y Dietética en la Universidad Isabel I.

## Palmarés internacional
| Campeonato Europeo | Campeonato Europeo | Campeonato Europeo | Campeonato Europeo |
| Año                | Lugar              | Medalla            | Prueba             |
| ------------------ | ------------------ | ------------------ | ------------------ |
| 2021               | Valencia (España)  | Medalla de bronce  | Individual         |

| Campeonato Europeo | Campeonato Europeo  | Campeonato Europeo | Campeonato Europeo |
| Año                | Lugar               | Medalla            | Prueba             |
| ------------------ | ------------------- | ------------------ | ------------------ |
| 2021               | Kitzbühel (Austria) | Medalla de plata   | Individual         |

| Campeonato Mundial | Campeonato Mundial  | Campeonato Mundial | Campeonato Mundial |
| Año                | Lugar               | Medalla            | Prueba             |
| ------------------ | ------------------- | ------------------ | ------------------ |
| 2025               | Pontevedra (España) | Medalla de bronce  | Individual         |